# Locos por la tele
Locos por la tele fue un reality de Colombia transmitido por el Canal Caracol. Tiene como objetivo del enfrentamiento en cada capítulo de dos familias, cada una integrada por tres personas de distintas generaciones, que compiten por ser el ganador.
Esta competencia se llevará a cabo con preguntas y pruebas sobre la televisión colombiana, desde sus inicios hasta la fecha.

## Presentadores
- Iván Lalinde
- Katherine Moscoso

## Juego
En cada capítulo compiten 2 familias, cada una integrada por 3 integrantes de 3 generaciones.
Cada familia deben ganar las pruebas seleccionadas por un control y hacer sus receptivas pruebas para llegar al final de la pista que tiene 20 casillas. Cada que avanza van acumulando $200.000 pesos y la primera en llegar al final, además de ganar su dinero, gana también el dinero del rival y también asegura la tercera parte de un carro. Si el ganador logra triunfar en 3 programas consecutivos, se lleva el carro.

### Etapas
Se dividen en 2 y son:
- El dado: es donde se lanza el dado y avanza en la pista, según el número que caiga.
- El duelo: es donde se juega de forma individual, y entre las generaciones, y la familia que logre llegar primero al Cielo gana y pasa a competir con otra familia en un siguiente capítulo.

## Nominaciones

### Premios Talento Caracol
| Año  | Categoría                            | Receptor        | Resultado |
| ---- | ------------------------------------ | --------------- | --------- |
| 2014 | Mejor Reality o Concurso             | Locos x la tele | Nominada  |
| 2014 | Mejor Presentador de Entretenimiento | Iván Lalinde    | Nominado  |